# Tipper Gore
Mary Elizabeth Aitcheson Gore, meglio conosciuta come Tipper Gore (Washington, 19 agosto 1948), è un'attivista e scrittrice statunitense, second lady degli Stati Uniti d'America in quanto moglie dell'ex vicepresidente degli Stati Uniti Al Gore, nonché fondatrice e animatrice dell’associazione di controllo genitoriale P.M.R.C., attiva dal 1985 al 1999.

## Biografia

### Infanzia e giovinezza
Tipper è nata a Washington D.C. il 19 agosto 1948, da John Kenneth Aitcheson e da Margaret Odom. Crebbe ad Arlington con una educazione cattolica e puritana. Dopo il divorzio dei suoi genitori, andò a vivere con la madre e la nonna. Il suo nomignolo Tipper deriva da una ninna nanna che recitava "Tippy, Tippy, Tin". In seguito, la ragazza frequentò la St. Agnes School (oggi conosciuta come St. Stephen's and St. Agnes School), una scuola privata cattolica, eccellendo nello sport e nella musica. In questo istituto, Tipper suonò la batteria in un gruppo tutto al femminile chiamato The Wildcats.
Incontrò il suo futuro marito Al Gore alla St. Albans School di Washington. In seguito Al si iscrisse all'Università di Harvard mentre lei frequentò l'Università di Boston, laureandosi in psicologia e facendo un master al George Peabody College. I due si sposarono il 19 maggio 1970 ed ebbero quattro figli: Karenna, Kristin, Sarah e Albert.

### Attività sociale

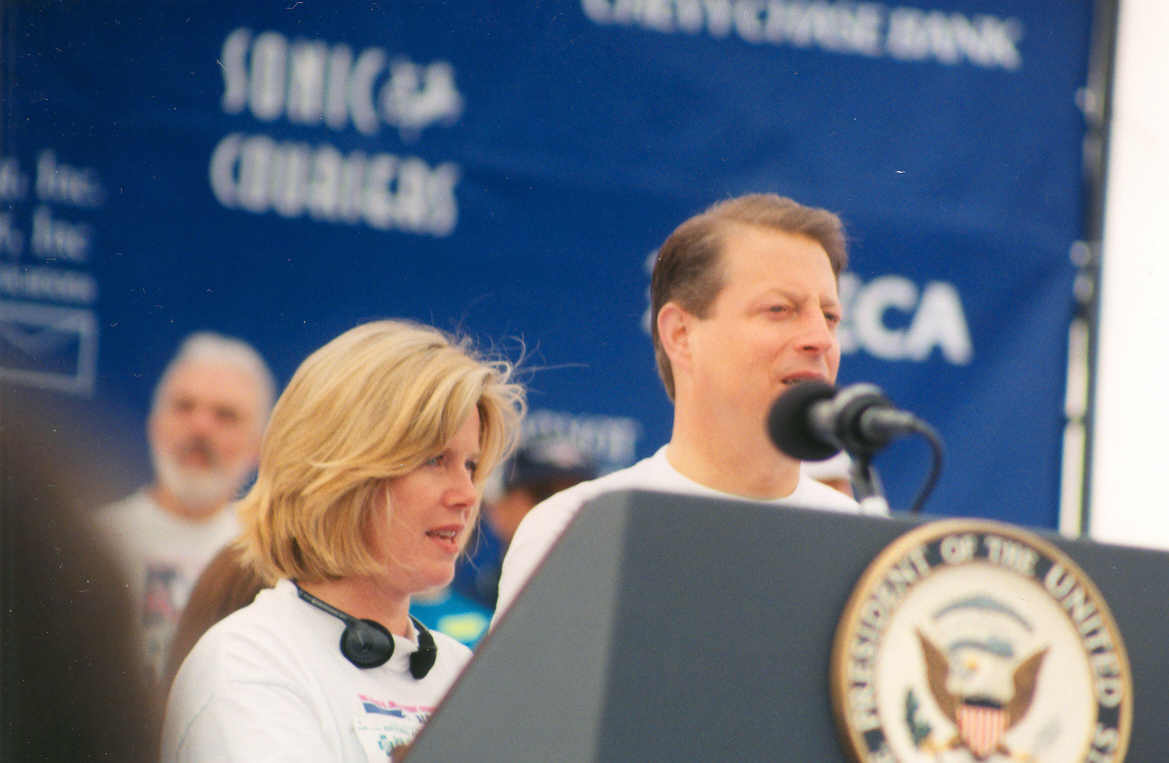
Tipper Gore e suo marito Al durante un comizio nel 1998

Nel 1985, Tipper diede vita al Parents Music Resource Center (P.M.R.C.) assieme a Susan Baker, Sally Nevius e Pam Howar. Questa associazione (soprannominata anche The Washington Wives, in quanto le componenti sono tutte mogli di politici della cittadina) si occupa di censurare le opere musicali da loro giudicate offensive per il buon costume. Tipper ebbe quest'idea dopo aver comprato a sua figlia Karenna il disco Purple Rain di Prince, rimanendo scandalizzata dal contenuto sessuale del brano Darling Nikki.
Questa organizzazione che mira ad accusare molti artisti (specialmente heavy metal, punk rock e rap) è stata a sua volta accusata di manipolare la libertà di pensiero, ed artisti come Dee Snider, John Denver, Jello Biafra, Frank Zappa e Joey Ramone si rivoltarono contro il suo modo di pensare. Negli anni novanta, la P.M.R.C. limitò fortemente la sua attività di censura, anche se riuscì a convincere la RIAA ad inserire la famosa etichetta Parental Advisory - Explicit Lyrics in molti dischi considerati osceni.

### Anni recenti
Nel 2000, Tipper Gore, durante la propaganda elettorale di suo marito per la presidenza degli Stati Uniti, ha contattato come promotori della campagna i Grateful Dead, un gruppo con un passato fatto di abuso di droghe e con idee del tutto differenti da quelle della Gore. Nel 2002 la Gore venne incitata dai suoi sostenitori a prendere il posto di senatore dello stato del Tennessee, in passato occupato dal repubblicano Fred Dalton Thompson, ma ha rifiutato. Nel giugno del 2010 Tipper si è separata consensualmente dal marito Al e nel 2012 è stato riportato dalla stampa che Tipper avrebbe allacciato una relazione con Bill Allen, ex direttore di National Geographic.